# Sanfeliu
Sanfeliu és un barri del municipi català de l'Hospitalet de Llobregat, a la comarca del Barcelonès. Ubicat a la zona muntanyosa del Samuntà, es tracta del barri més petit i menys poblat dels tres que conformen el Districte I de la ciutat.
Està classificat territorialment dins del Districte I, juntament amb El Centre i Sant Josep. Geogràficament, limita al sud amb el barri del Centre, a l'oest, amb la ciutat de Cornellà de Llobregat, al nord, amb Esplugues de Llobregat, i a l'est, amb el barri de Can Serra.
La vida ciutadana s'articula sobretot al voltant del passeig dels Cirerers i de la plaça de les Comunitats, construïdes a principis dels anys 90 del segle xx com a lloses de cobertura de la Ronda de Dalt que travessa el barri. Aquest espai públic és l'escenari de la festa major, que té lloc cap a Sant Joan, de la festa de Carnaval i de gran part dels esdeveniments populars relacionats amb el teixit associatiu. El centre cultural també és un dels marcs de gran part de les activitats. També hi ha diferents tipus de comerç, entre els quals fruiteries, queviures, una farmàcia, bars, benzineres i una església. Hi ha un centre d'assistència mèdica al costat de la plaça de les Comunitats, esplai i una sala de lectura pels més petits, així com un centre esportiu també públic.

## Transport Públic i ensenyament
L'estació de metro de Can Boixeres -de la línia 5 del metro- i la xarxa d'autobusos locals de la ciutat són els principals serveis de transport públic al barri. Al barri s'ubiquen una escola pública de primària (Pablo Neruda), una altra de concertada (Sanfeliu) i un institut públic (IES Apel·les Mestres) i una Llar d'infants.

## Patrimoni
El patrimoni de Sanfeliu és escàs perquè es barri relativament modern
Alguns dels elements patrimonials més importants són:
1. L’aqüeducte de Can Nyac fou construït vers 1878 per L’Empresa concesionaria de aiguas subterráneas del rio Llobregat.
2. Al límit de Sanfeliu i el Centre són els ponts del ferrocarril, de l’any 1854, quan es va construir aquesta línia fèrria, la tercera de la península Ibèrica de transport de passatgers.
3. El conjunt patrimonial de Can Buxeres conté nombrosos elements, començant per la torre del molí del pou d’aigua, de l’any 1875 i d’estil neomudéjar.
4. El casalot o palauet de Can Buxeres fou construït entre l’any 1901 i 1903 a sobre de la Casa Alta, segons els plànols d’Antoni Serrallach. El templet, d’estil modernista, és probablement d’aquesta intervenció del 1904. Per tant, és molt probable que sigui una obra d'en Serrallach.Fou ampliat l'any 1921, amb el disseny de Josep Plantada.[1]
5. La xemeneia de Bòbila Torns és el darrer testimoni de les indústries del ram de la ceràmica que hi havia al gran esvoranc del Torrent de Can Nyac.
6. De les urbanitzacions que van donar lloc al barri a partir de 1924 (Valeta, Sanfeliu, etc.) es conserven poques casetes originals. Potser l’única sigui la del Carrer Rei En Jaume, 15.

## Dades del barri
- Superfície: 0,51 km².
- Població: 6.436 habitants.
- Densitat h/km²: 12.618
- Altitud: 20-80 metres.

(dades del 2010)